# Real Madrid Castilla
Real Madrid Castilla CF este un club spaniol de fotbal care evoluează în Segunda División B. Este echipa a doua a clubului Real Madrid CF. Ei joacă pe Stadionul Alfredo Di Stéfano.

## Lotul sezonului 2024-2025
La data de 1 februarie 2025
| Nr. |                      | Poziție | Jucător                |
| --- | -------------------- | ------- | ---------------------- |
| 1   | Spania               | P       | Diego Piñeiro          |
| 2   | Spania               | F       | Lorenzo Aguado         |
| 3   | Spania               | F       | David Cuenca           |
| 4   | Republica Dominicană | F       | Edgar Pujol            |
| 5   | Spania               | F       | Raúl Asencio           |
| 6   | Spania               | M       | Chema Andrés           |
| 7   | Spania               | A       | Gonzalo García         |
| 8   | Spania               | M       | Manuel Ángel (captain) |
| 9   | Spania               | A       | Víctor Muñoz           |
| 10  | Spania               | M       | César Palacios         |
| 11  | Spania               | A       | Borja Alonso           |
| 13  | Spania               | P       | Fran González          |

| Nr. |             | Poziție | Jucător          |
| --- | ----------- | ------- | ---------------- |
| 14  | Spania      | F       | Jacobo Ramón     |
| 15  | Spania      | F       | Kike Ribes       |
| 16  | Spania      | M       | Antonio David    |
| 17  | Spania      | F       | David Ruiz       |
| 19  | Spania      | A       | Loren Zúñiga     |
| 20  | Spania      | M       | Andrés Campos    |
| 21  | Puerto Rico | M       | Jeremy de León   |
| 22  | Spania      | F       | David Jiménez    |
| 23  | Maroc       | F       | Youssef Enríquez |
| 25  | Spania      | P       | Mario de Luis    |
| 31  | Spania      | P       | Guillermo Súnico |

## Jucători notabili
| - Álvaro Arbeloa (2003-06) - Rafael Benítez (1974-81) - Emilio Butragueño (1982-84) - Iker Casillas (1998-99) - Rubén de la Red (2004-07) - Luis García (2001-03) - Esteban Granero (2006-08) - Guti (1995-96) - José Manuel Jurado (2003-06) - Diego López (2003-05) | - Juan Mata (2006-07) - Míchel (1981-84) - Miguel Pardeza (1982-85) - Daniel Parejo (2006-07) - Javier Portillo (2001-02) - Raúl (1993-94) - Manolo Sanchis (1983-84) - Roberto Soldado (2002-06) - Miguel Torres (2006-07) - Rafael Martín Vázquez (1980-83) |

## Palmares
- Copa del Rey
  - Finaliști: 1979-1980
- Segunda División
  - Câștigători: 1983-1984
- Segunda División B
  - Câștigători: 1990-1991, 2001-2002, 2004-2005
- Tercera División
  - Câștigători: 1948-1949, 1954-1955, 1956-1957, 1963-1964, 1965-1966, 1967-1968

## Sezon la sezon
| Season  | Division | Place | Copa del Rey |
| 1946/47 | 3ª       | 5th   | —            |
| 1947/48 | 3ª       | 5th   | 1st Round    |
| 1948/49 | 3ª       | 1st   | 2nd Round    |
| 1949/50 | 2ª       | 3rd   | 3rd Round    |
| 1950/51 | 2ª       | 7th   | DNQ          |
| 1951/52 | 2ª       | 12th  | DNQ          |
| 1952/53 | 2ª       | 15th  | 1st Round    |
| 1953/54 | 3ª       | 3rd   | —            |
| 1954/55 | 3ª       | 1st   | —            |
| 1955/56 | 2ª       | 15th  | —            |
| 1956/57 | 3ª       | 1st   | —            |
| 1957/58 | 2ª       | 7th   | —            |
| 1958/59 | 2ª       | 10th  | QF           |
| 1959/60 | 2ª       | 4th   | 2nd Round    |
| 1960/61 | 2ª       | 7th   | 1st Round    |
| 1961/62 | 2ª       | 7th   | 1st Round    |
| 1962/63 | 2ª       | 16th  | 1st Round    |
| ------- | -------- | ----- | ------------ |

| Season  | Division | Place | Copa del Rey |
| 1963/64 | 3ª       | 1st   | —            |
| 1964/65 | 3ª       | 3rd   | —            |
| 1965/66 | 3ª       | 1st   | —            |
| 1966/67 | 3ª       | 2nd   | —            |
| 1967/68 | 3ª       | 1st   | —            |
| 1968/69 | 3ª       | 3rd   | —            |
| 1969/70 | 3ª       | 3rd   | 2nd Round    |
| 1970/71 | 3ª       | 11th  | 1st Round    |
| 1971/72 | 3ª       | 10th  | 2nd Round    |
| 1972/73 | 3ª       | 4th   | 1st Round    |
| 1973/74 | 3ª       | 4th   | 3rd Round    |
| 1974/75 | 3ª       | 4th   | 3rd Round    |
| 1975/76 | 3ª       | 3rd   | 1st Round    |
| 1976/77 | 3ª       | 4th   | 2nd Round    |
| 1977/78 | 2ªB      | 2nd   | 2nd Round    |
| 1978/79 | 2ª       | 7th   | 3rd Round    |
| 1979/80 | 2ª       | 7th   | Runners-up   |
| ------- | -------- | ----- | ------------ |

| Season  | Division | Place | Copa del Rey |
| 1980/81 | 2ª       | 11th  | 4th Round    |
| 1981/82 | 2ª       | 8th   | 3rd Round    |
| 1982/83 | 2ª       | 6th   | 2nd Round    |
| 1983/84 | 2ª       | 1st   | QF           |
| 1984/85 | 2ª       | 5th   | 2nd Round    |
| 1985/86 | 2ª       | 12th  | QF           |
| 1986/87 | 2ª       | 5th   | 1st Round    |
| 1987/88 | 2ª       | 3rd   | QF           |
| 1988/89 | 2ª       | 15th  | 2nd Round    |
| 1989/90 | 2ª       | 18th  | 1st Round    |
| 1990/91 | 2ªB      | 1st   | —            |
| 1991/92 | 2ª       | 16th  | —            |
| 1992/93 | 2ª       | 6th   | —            |
| 1993/94 | 2ª       | 6th   | —            |
| 1994/95 | 2ª       | 8th   | —            |
| 1995/96 | 2ª       | 4th   | —            |
| ------- | -------- | ----- | ------------ |

| Season  | Division | Place | Copa del Rey |
| 1996/97 | 2ª       | 18th  | —            |
| 1997/98 | 2ªB      | 2nd   | —            |
| 1998/99 | 2ªB      | 3rd   | —            |
| 1999/00 | 2ªB      | 5th   | —            |
| 2000/01 | 2ªB      | 7th   | —            |
| 2001/02 | 2ªB      | 1st   | —            |
| 2002/03 | 2ªB      | 6th   | —            |
| 2003/04 | 2ªB      | 2nd   | —            |
| 2004/05 | 2ªB      | 1st   | —            |
| 2005/06 | 2ª       | 11th  | —            |
| 2006/07 | 2ª       | 19th  | —            |
| 2007/08 | 2ªB      | 5th   | —            |
| 2008/09 | 2ªB      | 6th   | —            |
| 2009/10 | 2ªB      | 8th   |              |
| 2010/11 | 2ªB      | 3rd   |              |
| 2011/12 | 2ªB      | 1st   |              |
| ------- | -------- | ----- | ------------ |

| Season  | Division | Place |
| 2012/13 | 2ª       | 8th   |
| 2013/14 | 2ª       | 20th  |
| 2014/15 | 2ªB      |       |
| ------- | -------- | ----- |

- 31 sezoane în Segunda División
- 13 sezoane în Segunda División B
- 20 sezoane în Tercera División